# Massimo De Vita (fumettista)
Massimo De Vita (Milano, 12 maggio 1941) è un fumettista italiano, noto come disegnatore di fumetti Disney e di genere avventuroso e riconosciuto come uno dei migliori autori disneyani della sua generazione.

## Biografia
Figlio di Pier Lorenzo De Vita, noto illustratore e disegnatore di fumetti, si iscrive al liceo artistico proprio mentre il padre realizza la sua prima storia disneyana, Paperino e la bella del ballo. Nel 1958 lavora nello studio d'animazione dei fratelli Nino e Toni Pagot collaborando alla realizzazione di cortometraggi pubblicitari per le sale cinematografiche e per il programma Carosello della Rai. Nel 1959 inizia a collaborare con la Mondadori entrando nella redazione della rivista Topolino grazie al padre che lo fa conoscere al direttore Gentilini, occupandosi di impaginazione delle storie straniere, la maggior parte delle quali realizzate su quattro o più strisce e quindi non adatte al formato tascabile del settimanale. Realizza anche copertine per le testate Topolino, Albi della Rosa, Almanacco Topolino, I Classici di Walt Disney e, per quest'ultima testata, riadatta alcune tavole delle storie a puntate (principalmente quelle con i riassunti) o aggiunge sequenze (come per Le straordinarie avventure di Paperino Girandola). Dopo aver collaborato con il padre per alcune storie quali Paperino e il cane dollarosus , esordisce come disegnatore autonomo con la storia Paperino e la missione intercontinentale. Per Topolino realizza anche i brevi enigmi polizieschi a fumetti de L'Ispettore Point. Il suo stile si ispira inizialmente a quello di Carl Barks, Paul Murry e Floyd Gottfredson, maturandone poi uno proprio e divenendo anche sceneggiatore delle storie che disegna.
Nel 1963 realizzò parte della copertina del disco Disney Parade: una cornice di personaggi Disney (tra cui anche Biancaneve e i sette nani) sopra una foto con una veduta della città di Sanremo. Nel 1964 si occupa di illustrare un volume speciale della Mondadori a tema disneyano, Ruote, macchine, motori... di Lia e Nicola D'Amico insieme ad altri disegnatori; lo stesso anno realizza dodici filmine che escono in abbinamento con il lancio del proiettore Festacolor, un proiettore di diapositive giocattolo. L'anno dopo realizza le illustrazioni per il calendario del 1965 di Topolino (n. 475 del 3 gennaio 1965). De Vita è uno dei primi a disegnare Paperoga, il cugino di Paperino ideato da Dick Kinney e Al Hubbard un paio di mesi prima.
Collabora con molti degli sceneggiatori Disney disegnando parecchi personaggi: Paperoga, Paperino, Paperinik (la prima storia è Il doppio trionfo di Paperinik, pubblicata sui nn. 822 e 823), Mr. Jones (scarsamente utilizzato dagli altri autori Disney, soprattutto in Italia; su testi di Barosso inizia una saga in cui Paperino e Jones si sfidano in battaglie epiche). Nel 1963 si era cimentato nella realizzazione completa di una storia (Paperino e la sagra della frittella; nello stesso anno viene pubblicata, su testi di Abramo Barosso, la sua prima storia con Topolino, Topolino e l'instabile anniversario; nel 1979 realizza Topolino e l'enigma di Mu, storia d'esordio del professor Zapotec, archeologo e direttore del museo di Topolinia.
Tra le altre collaborazioni di De Vita, quella con Alfredo Castelli, il creatore di Martin Mystère che portò alla realizzazione nel 1977 di Topolino e il triangolo delle Bermude, sempre con Pippo.

### Anni ottanta
Negli anni ottanta realizza varie storie nelle quali il personaggio di Pippo, solitamente spalla di Topolino, diviene protagonista, come ad esempio nella saga di genere fantasy della spada di Ghiaccio, ritenuta uno dei vertici della carriera dell'autore e nella saga di Topolino e i Signori della Galassia, ispirata a Guerre stellari e sceneggiata da Giorgio Pezzin.
Nel 1983 ripropone Zapotec nella storia in due puntate Topolino e l'arca di Bubanassar, quindi, nel 1984, collabora a due progetti: per le pagine dello speciale Topolino Più e per le pagine della rivista Topolino estate. Del 1985 è la storia Topolino e l'acceleratore nucleare (Topolino n. 1563 del 10 novembre 1985) ambientata al CERN di Ginevra nel periodo in cui era in costruzione il LEP, il più grande acceleratore di particelle mai costruito, che è presente nelle tavole della storia.
Nel 1985 Bruno Concina e Giorgio Pezzin elaborano, separatamente, il progetto della macchina del tempo. Viene deciso di affiancare a Zapotec il professor Marlin, l'ideatore della macchina del tempo e spalla di Zapotec stesso, per evitare che le spiegazioni di quest'ultimo diventassero dei monologhi troppo prolissi. Le idee dei due sceneggiatori, mediate dall'allora direttore artistico Franco Fossati, danno origine alla saga, nel 1985, iniziata con Topolino e il segreto della Gioconda (che doveva essere la terza storia della serie: questo disguido fu dovuto al ritardo nella realizzazione della storia di apertura, Topolino e gli enigmi del tempo, di Pezzin). Nel 1986 produce Paperinik e l'arca dimenticata
Con il personaggio di Indiana Pipps, parodia del personaggio di Indiana Jones, ideato nel 1988 da Bruno Sarda, Uggetti e Colantuoni, realizza varie storie come Indiana Pipps e il ritorno dei Big-Foot, Indiana Pipps e la valle dei 7 soli, e molte altre. Un altro personaggio che ha avuto l'esclusiva di disegnare è la cometa Beta, una piccola cometa che nasce nella nube di Oort e fa il suo esordio nel 1992 sul Topolino n. 1918 con la storia Topolino e la cometa Beta, su testi di Fabio Michelini. L'anno seguente, col n. 1987 del 1993, entra in gioco anche la cometa Teta (già intravista nella storia precedente), in  Topolino & Eta Beta e la cometa Teta.
La storia Qui, Quo, Qua e il tempo delle mele (Topolino n. 1688, disegnata da De Vita su testo di Massimo Marconi) è stata scelta come migliore storia degli anni '80 durante le celebrazioni  dei primi 50 anni di Topolino libretto.

### Anni novanta e duemila
Nel 1990 partecipa alla realizzazione delle dodici puntate della storia Alla ricerca della pietra zodiacale che ripropone le storie corali tra paperi e topi, disegnando 8 dei 12 episodi (gli altri 4 sono a opera di Franco Valussi). Questa è la storia più lunga mai apparsa su un periodico Disney quanto a numero di pagine. Con "Topolino e il tesoro della Mayflower" inizia la serie C'era una volta... in America. Su testi di Pezzin, De Vita disegna 12 dei 14 capitoli di cui si compone la saga. Nel 1993 realizza da parodia della serie horror Dylan Dog in Topolino e il talismano elfico. A partire dal 1999 collabora con Pezzin a una nuova serie dalle venature horror e fantasy, le avventure di Top de Tops, avo di Topolino, protagonista della serie Le Tops Stories. La saga va avanti per 12 storie, durante le quali De Vita apporta modifiche alle sceneggiature che gli vengono proposte. Alla lunga Pezzin non gradisce, soprattutto quando ad essere modificata è la conclusione della storia, e si consuma la separazione tra i due.
Inizia una collaborazione con Casty con la storia pubblicata sul n. 2503 di Topolino, Topolino e le bizzarrie di Neoville, alla quale segue Topolino e il mistero pop. De Vita è inoltre il primo a disegnare il nuovo personaggio ideato da Casty, Vito Doppioscherzo, ennesimo nemico di Topolino, che fa il suo esordio in Topolino e il magnifico doppioscherzo, nel n. 2535, per poi tornare Topolino e le regolissime del Guazzabù, nel n. 2580.

### Le ultime storie e il ritiro
Nel 1996 si è conclusa la sua ultima storia con i paperi, intitolata Zio Paperone e i guardiani del tempo (sceneggiatura di Carlo Gentina), pubblicata in due parti sul n. 2130 di Topolino. Da allora, De Vita ha rappresentato i personaggi di Paperopoli solo sporadicamente e mai in storie complete. Nel 2001 ha partecipato alla realizzazione di Zio Paperone e l'incredibile avventura di Capodanno dove ha disegnato una singola tavola. Successivamente, negli anni 2010 ha realizzato alcune tavole autoconclusive con i personaggi di Paperopoli per celebrare eventi speciali come il compleanno di Paperino o Topolino.
A maggio 2019, durante un pranzo organizzato dall'Associazione Papersera, l'autore rivela al disegnatore Luciano Gatto di essersi ritirato dal mondo Disney. Il 25 settembre 2019, Topolino 3331 pubblica l'ultima storia Disney da lui realizzata come autore completo, intitolata Indiana Pipps e il falso pianeta.
Il 28 maggio 2020, Topolino 3366 pubblica SuperPippo e Indiana Pipps in: arachidi e piramidi, scritta da Pietro B. Zemelo, l'ultima storia Disney di De Vita dopo quasi 60 anni di carriera.
Nel maggio 2020, al sito online Fumettologica, De Vita annuncia ufficialmente il ritiro dalle scene del fumetto.
Interpellato in proposito dalla community Ventenni Paperoni, l'autore rivela di aver smesso di disegnare dopo essersi "sinceramente stufato" già da due anni, denunciando anche una mancanza di sintonia con la redazione disneyana, sopraggiunta anche a causa dell'improvviso licenziamento di Valentina De Poli da direttrice di Topolino, e di aver abbandonato i paperi per l'eccessiva banalizzazione di Paperino. Inoltre, critica la mancanza di tutela sul lavoro da parte degli editori, sostenendo anche che sulla sua ultima storia da autore completo, Indiana Pipps e il falso pianeta, "era stata posta una censura che ne aveva completamente stravolto il senso".

## Riconoscimenti
- Nel 2010 ha ricevuto il Premio Papersera alla carriera.